# Plounévézel
Plounévézel (bret. Plonevell) – miejscowość i gmina we Francji, w regionie Bretania, w departamencie Finistère.
Według danych na rok 1990 gminę zamieszkiwało 1017 osób, a gęstość zaludnienia wynosiła 42 osoby/km² (wśród 1269 gmin Bretanii Plounévézel plasuje się na 575. miejscu pod względem liczby ludności, natomiast pod względem powierzchni na miejscu 396.).